# Die!
[die!] war eine 1995 gegründete Neue-Deutsche-Härte-Band. Die Band löste sich im Mai 2012 auf.

## Diskografie

### Alben
- 1998: Schwarz (Eigenvertrieb)
- 2000: Schluss mit lustig (Eigenvertrieb)
- 2005: Manche bluten Ewig (Black Bards Entertainment)
- 2006: Stigmata (Black Bards Entertainment)
- 2009: Still (Echozone / Sony)

### Sonstige und Sampler
- 2002: Der Greif "Hörspiel-Mit kleinen Sprechrollen von Olli, Georg & Patric"
- 2002: Der Greif "Musikversion-Mit zwei Songs von [die!]"
- 2005: Zillo 02/05
- 2005: Orkus Compilation 6
- 2005: Gothic Compilation 27
- 2006: Gothic Compilation 35
- 2007: Mystic Spirits Vol. 16